# Charlotta Napoleona Bonaparte

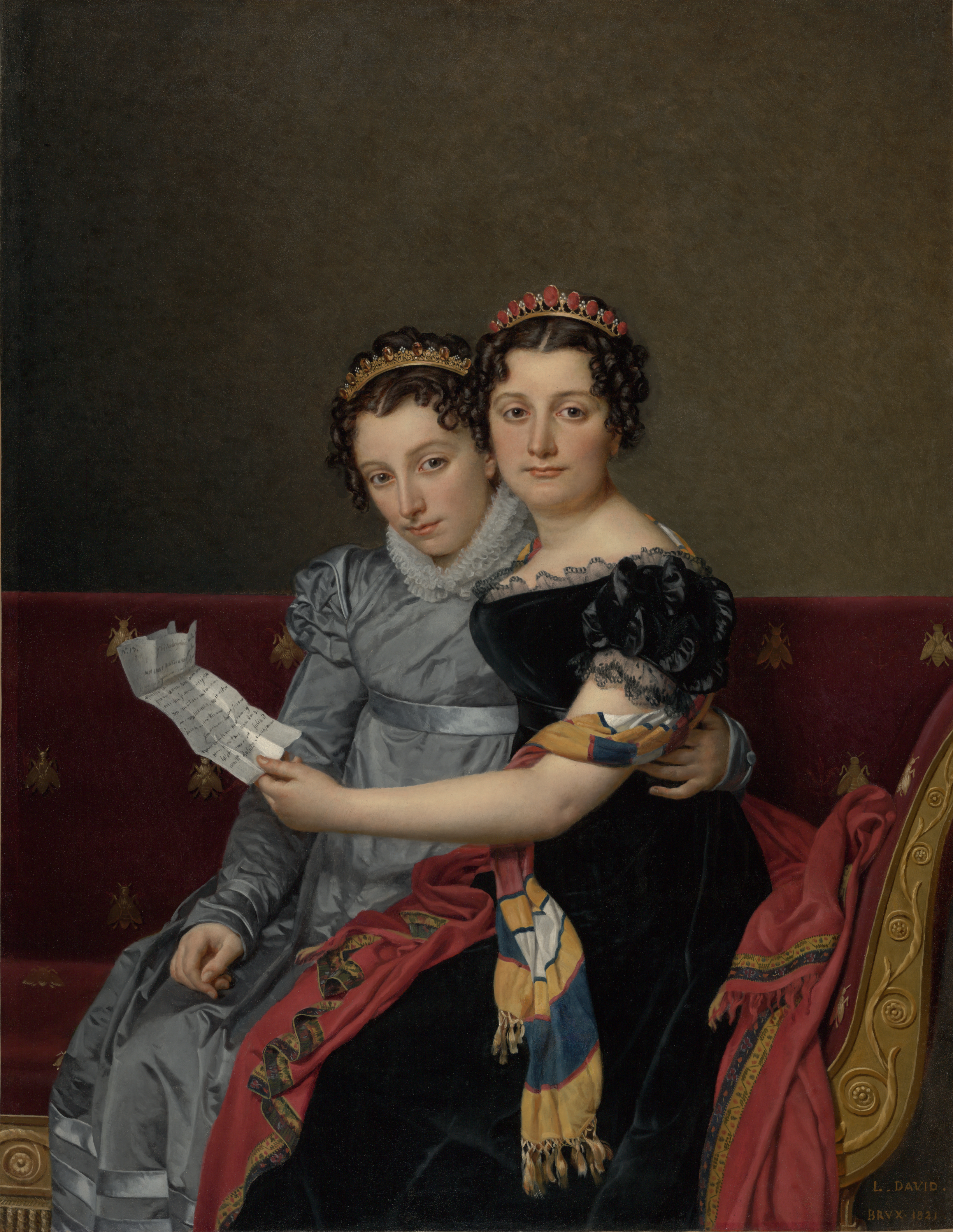
Córki Józefa – Charlotta (Karolina) i Zenaida

Charlotta Napoleona Bonaparte (fr. Charlotte Napoléone, Princesse française, Altesse Impériale, ur. 31 października 1802 w Paryżu, zm. 2 marca 1839 w Sarzanie) – córka ks. Józefa, (starszego brata Napoleona I), króla Neapolu i Sycylii, króla Hiszpanii i Indii, tytularnego hrabiego de Survilliers, i Marii Julii Clary (córki Franciszka Clary i Franciszki Somis), siostry szwedzkiej królowej Dezyderii (żony Karola XIV Jana Bernadotte), niegdyś narzeczonej Napoleona.
Członkini dynastii cesarskiej ("Cesarska Wysokość") od 1804 roku. Infantka Hiszpanii od 1808 roku do 1813 roku.
W Brukseli 23 lipca 1826 roku poślubiła swego krewniaka ks. Napoleona Ludwika Bonapartego (1804–1831), (syna Ludwika Bonapartego), byłego wielkiego księcia Bergu i Cleves, tytularnego króla Holandii, starszego brata Napoleona III. Małżeństwo było bezpotomne.